# 科乌塔纳卢尔
科乌塔纳卢尔（Kouthanallur），是印度泰米尔纳德邦Thiruvarur县的一个城镇。总人口22986（2001年）。

## 人口
该地2001年总人口22986人，其中男性10842人，女性12144人；0—6岁人口2947人，其中男1445人，女1502人；识字率73.57%，其中男性为78.26%，女性为69.38%。